# Yeti Airlines
Yeti Airlines (mã IATA = OY) là hãng hàng không của Nepal, trụ sở ở Kathmandu. Hãng có căn cứ tại Sân bay quốc tế Tribhuvan và có các tuyến đường quốc nội tới 29 nơi trong nước.

## Lịch sử

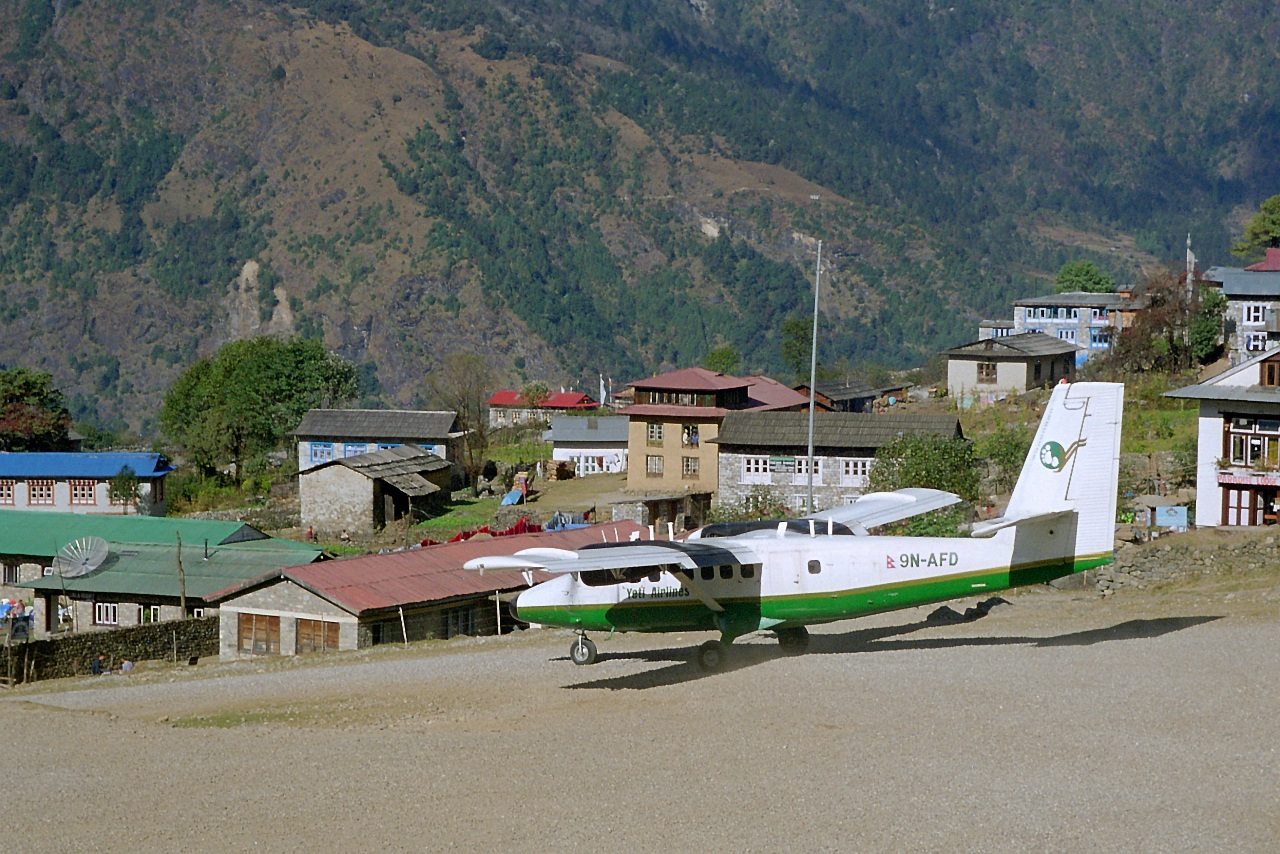
Máy bay Twin Otter của Yeti Airlines ở Sân bay Lukla

Yeti Airlines được thành lập vào tháng 5/1998, được cấp Giấy phép hoạt động ngày 17.8.1998 và bắt đầu các chuyến bay bằng 2 máy bay De Havilland Canada DHC-6 Twin Otter. Tính tới tháng 1/2007, hãng chiếm khoảng 60% thị phần quốc nội và có mạng lưới rộng hầu như khắp Nepal, tới cả các vùng núi xa xôi.
Năm 2007 hãng đã được phép mở các tuyến bay quốc tế và đã liên doanh với hãng Air Arabia (của Các Tiểu vương quốc Ả rập Thống nhất) thành lập hãng Fly Yeti mở các tuyến đường tới Abu Dhabi, Bangkok, Delhi, Doha, Hồng Kông, Kuala Lumpur và Sharjah.

## Các nơi đến
Các nơi đến của Yeti Airlines như sau:
- Bajhang
- Bajura
- Bhadrapur
- Bhairahawa
- Bharatpur
- Biratnagar
- Dang
- Dolpa
- Janakpur
- Jumla
- Lamidanda
- Lukla
- Meghauly
- Nepalgunj
- Phaplu
- Pokhara
- Rumjatar
- Rara
- Rukum
- Safebagar
- Salley
- Simikot
- Simara
- Surkhet
- Taplejung
- Tumlingtar

Ngoài ra hãng có các chuyến bay chở du khách tham quan núi Everest mỗi buổi sáng trong 1 giờ bằng máy bay Jetstream 41. Mỗi khách có cửa sổ riêng để nhìn cảnh núi. Đây là tour độc đáo được các du khách rất ưa chuộng. Mỗi năm có hàng ngàn du khách tham dự các tour này.

## Đội máy bay
(Tháng 3/2008):
- 6 BAe Jetstream 41
- 5 De Havilland Canada DHC-6 Twin Otter Series 300